# جمهوری برابرها
جمهوری برابرها: پیش‌توزیع و دموکراسی مالکیت دارایی (به انگلیسی: Republic of Equals: Predistribution and Property-Owning Democracy)، مطالعه‌ای است کامل از کتاب دربارهٔ دموکراسی مالکیت توسط آلن توماس که در آن توماس استدلال می‌کند که جامعه‌ای که در آن سرمایه به‌طور جهانی برای همه شهروندان در دسترس است، به‌طور منحصربه‌فرد به خواسته‌های عدالت پاسخ می‌دهد.